# Amir Reza Koohestani
Amir Reza Koohestani, né le 8 juin 1978  à Shiraz en Iran, est un dramaturge et metteur en scène iranien.